# Roberto Rosato
Roberto Rosato (Chieri, Turín, 18 de agosto de 1943-Chieri, Turín, 20 de junio de 2010) fue un futbolista italiano. Se desempeñaba en la posición de defensa.

## Selección nacional
Fue internacional con la Selección de fútbol de Italia en 37 ocasiones. Debutó el 13 de marzo de 1965, en un encuentro amistoso ante la selección de Alemania que finalizó con marcador de 1-1.

### Participaciones en Copas del Mundo
| Mundial              | Sede       | Resultado    |
| -------------------- | ---------- | ------------ |
| Copa Mundial de 1966 | Inglaterra | Primera fase |
| Copa Mundial de 1970 | México     | Subcampeón   |

### Participaciones en Eurocopas
| Eurocopa      | Sede   | Resultado |
| ------------- | ------ | --------- |
| Eurocopa 1968 | Italia | Campeón   |

## Clubes
| Club                 | País   | Año         |
| -------------------- | ------ | ----------- |
| Torino F. C.         | Italia | 1960 - 1966 |
| A. C. Milan          | Italia | 1966 - 1973 |
| Genoa C. F. C.       | Italia | 1973 - 1977 |
| Valle d'Aosta Calcio | Italia | 1977 - 1979 |

## Palmarés

### Campeonatos nacionales
| Título      | Club           | País   | Año     |
| ----------- | -------------- | ------ | ------- |
| Copa Italia | A. C. Milan    | Italia | 1966-67 |
| Serie A     | A. C. Milan    | Italia | 1967-68 |
| Copa Italia | A. C. Milan    | Italia | 1971-72 |
| Copa Italia | A. C. Milan    | Italia | 1972-73 |
| Serie B     | Genoa C. F. C. | Italia | 1975-76 |

### Copas internacionales
| Título                | Equipo (*)          | Sede         | Año     |
| --------------------- | ------------------- | ------------ | ------- |
| Juegos Mediterráneos  | Selección de Italia | Nápoles      | 1963    |
| Recopa de Europa      | A. C. Milan         | Róterdam     | 1967-68 |
| Eurocopa              | Selección de Italia | Roma         | 1968    |
| Copa de Campeones     | A. C. Milan         | Madrid       | 1968-69 |
| Copa Intercontinental | A. C. Milan         | Buenos Aires | 1969    |
| Recopa de Europa      | A. C. Milan         | Salónica     | 1972-73 |

(*) Incluyendo la selección